# جيف هاريس (لاعب كرة قاعدة)
جيف هاريس (بالإنجليزية: Jeff Harris)‏ هو لاعب كرة قاعدة أمريكي، ولد في 4 يوليو 1974 في ألاميدا في الولايات المتحدة.